# Herman Moll

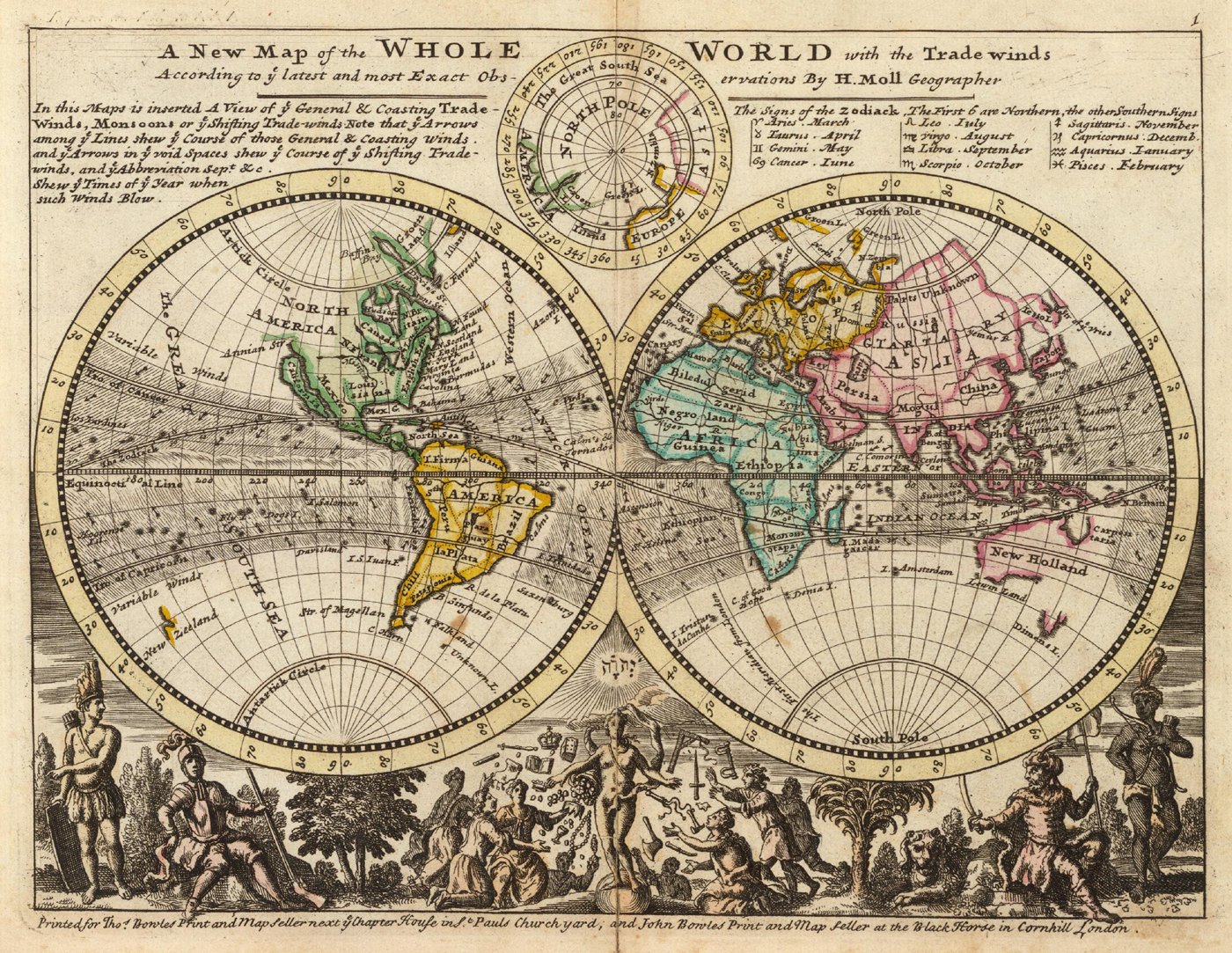
Planisphère d'Herman Moll.

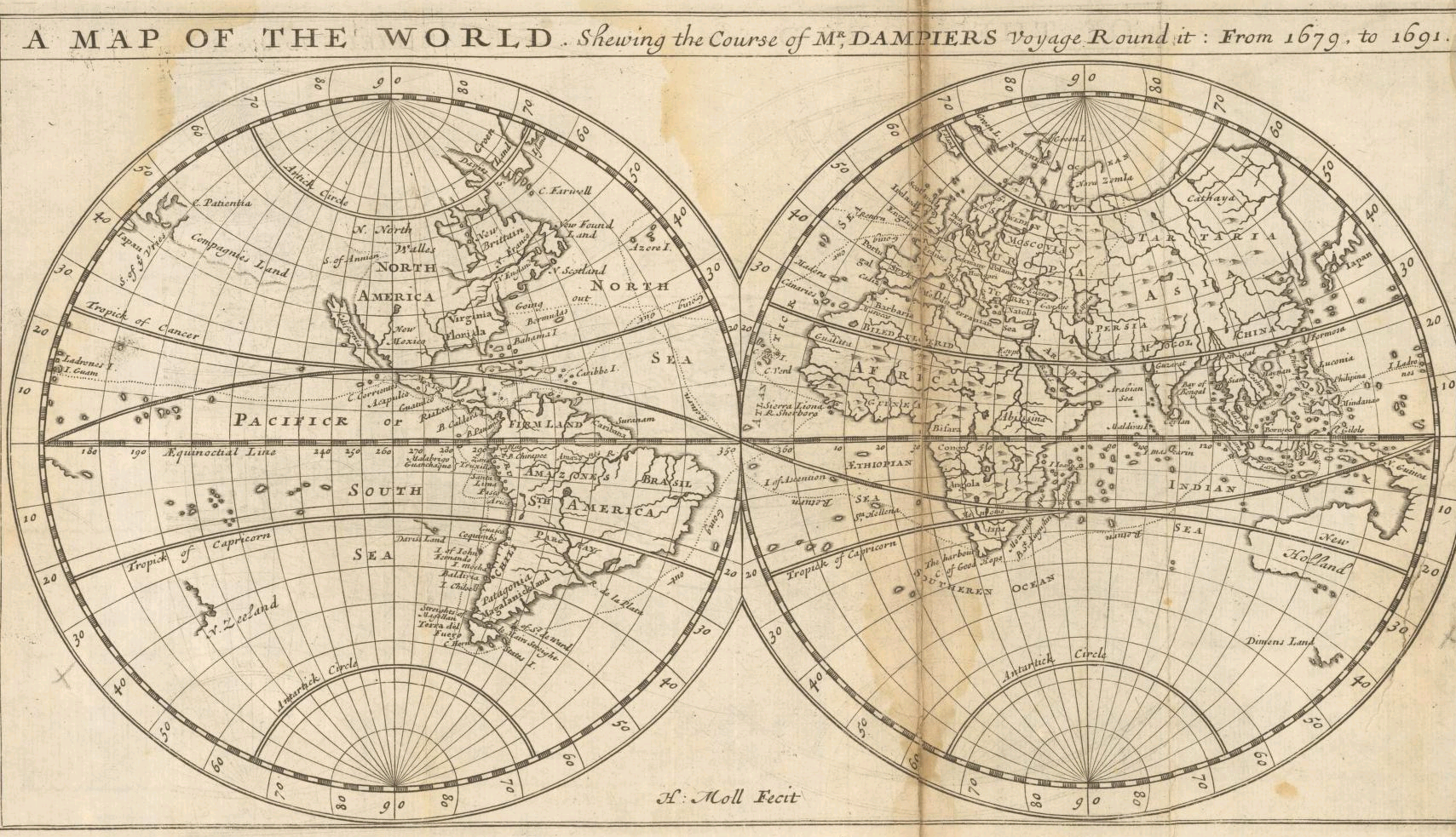
Mappemonde d'après les informations de William Dampier.

Herman Moll, né probablement en 1654 et mort le 22 septembre 1732 à Londres et un cartographe anglais d'origine allemande ou néerlandaise.

## Biographie
Herman Moll serait né entre Rotterdam, Amsterdam ou Brême. En 1678, il émigra en Angleterre et s'installa à Londres.
En 1691, il rencontra le navigateur William Dampier qui le renseigna sur ses voyages transocéaniques.
Herman Moll est connu pour ses nombreuses cartes souvent minutieusement préparées de l'Europe et de l'Amérique. En outre, il a aussi réalisé des cartes pour Daniel Defoe pour son roman Robinson Crusoé et pour Jonathan Swift pour son roman Les Voyages de Gulliver. 
Hermann Moll réalisa "l'Atlas geographus" entre 1711 et 1717, en cinq volumes et "l'Atlas Minor" en 1719. 

## Travaux
- Thésaurus Geographicus (1695)
- Un système de géographie (1701)
- Une histoire de la Guerre des Anglais (1705)
- L'histoire de la république de Hollande (1705)
- Une description de tous les sièges de la guerre actuelle de l'Europe (1707)
- Cinquante-six nouvelles cartes et précis de la Grande-Bretagne (1708)
- Le géographe Compleat (1709)
- Manuels Atlas (1709)
- Une vue des côtes, les pays et îles dans les limites de la South Sea Company (1711)
- Atlas Geographus (1711-1717)
- Le monde décrit (1715)
- Atlas Minor (1719)
- Trente-deux nouvelles cartes et précis de géographie ancienne (1721)
- Un jeu de cinquante nouvelles cartes de l'Angleterre et du Pays de Galles (1724)
- Un ensemble de 36 cartes nouvelles de l'Écosse (1725)
- Un ensemble de vingt nouvelles cartes de l'Irlande (1728)
- Routes de l'Europe (1732)